# شهرستان ناکس (میزوری)
شهرستان ناکس، میزوری (به انگلیسی: Knox County, Missouri) یک شهرستان در ایالات متحده آمریکا است که در میزوری واقع شده‌است.